# ماگوئی پایان
ماگوئی پایان (انگلیسی: Magüí Payán) نام شهری در کشور کلمبیا است.